# Подольский фронт
Подольский фронт (пол. Front Podolski) — оперативное соединение Войска Польского, образованное в ходе польско-украинской войны директивой Верховного главнокомандующего польскими вооруженными силами генерала Юзефа Пилсудского от 27 июля 1919 года, которое до 2 января 1920 года носило название Галицкий фронт.

## Предыстория
После завершения Первой мировой войны в ноябре 1918 года вооруженные силы Советской России и Польши начинают захват украинских, белорусских и литовских земель, оставленных австро-германскими войсками.
20 ноября 1918 года польские вооруженные силы выслали военный отряд на помощь польским повстанцам Львова, что помогло за 2 дня занять город, а 16 июля 1919 года Войско Польское овладело уже всей Галицией. На Подолье, как и на Волыни, в мае 1919 года сосредотачивались все военные силы и государственные учреждения УНР. В это время Войско Польское, усиленное частями образовавшейся во Франции польской армии Юзефа Халлера, провело удачное наступление на позиции украинцев в Галиции и Волыни. Поляки вышли на линию от Уборти на севере до Славуты на юге.

## История
После завершения польско-украинской войны Главное командование польских войск решило разделить Галицко-Волынский фронт на два меньших — Волынский фронт, который имел целью бороться против УНР (помогая этим действиям большевикам на территории Волыни), и Галицкий фронт, который больше не участвовал в боях.
Боевые действия на Галицком фронте начались в августе 1919 года силами 3-й пехотной дивизии, ударившей из Збаража по советским войскам, дислоцированным в Токах, одолев его во взаимодействии с Волынским фронтом. В то же время польская 3-я кавалерийская бригада заняла Заслав и Шепетовку, перерезав железнодорожные линии Тернополь-Коростень и Ровно-Бердичев.
Осенью 1919 года произошло новое наступление польской армии на украинском театре боевых действий. В это время начался военный конфликт между вооруженными силами УНР и Добровольческой армией А. Деникина, из-за чего Главный атаман Армии УНР С. Петлюра добился договоренности с поляками о введении частей Войска Польского на территорию, контролируемую украинцами. Польская армия перешла Збруч и заняла Каменец-Подольский, Проскуров и Староконстантинов, а Галицкий фронт был переименован в Подольский.
23 марта 1920 года с подготовкой к Киевской операции Подольский фронт был реорганизован в 6-ю армию Войска Польского все ещё под командованием генерал-поручика Вацлава Ивашкевича и полковника Эдмунда Кесслера.

## Состав
- 5-я пехотная дивизия
- 12-я пехотная дивизия
- 18-я пехотная дивизия
- 3-я авиагруппа